# Битка код Ухуда
Битка код Ухуда је историјски војни сукоб у близини брда Ухуд, на подручју данашње Саудијске Арабије . Одиграла се 23. марта 625. године у близини Ухуда, недалеко од Медине, између снага мале муслиманске заједнице Медине и мушрика из Меке .